# Heinrich V. von Gudenberg
Heinrich V. von Gudenberg (* um 1415; † nach 1480) aus dem Uradelsgeschlecht der Herren von Gudenberg, Sohn des Werner VI. von Gudenberg, war ein gräflich-waldeckischer und landgräflich-hessischer Lehnsmann und Amtsträger.

## Leben
Er ist in der Zeit von 1438 bis 1480 urkundlich erwähnt, so im Jahre 1441 als gräflicher Amtmann zu Waldeck. Während der Regierungszeit des Grafen Wolrad I. von Waldeck war er 1461–1466 und 1472–1476 Amtmann zu Rhoden. Am 19. Juli 1466 war er einer der Bürgen in dem Vertrag Hessens mit dem Hochstift Paderborn, der die danach doch wieder aufflammende Hessen-Paderbornische Fehde beenden sollte. Am 9. März 1471 wird er als Heimlicher Rat des Landgrafen Ludwig II. von Hessen genannt.
In der blutigen Phase der Bundesherrenfehde 1451–1454 stand er auf der Seite Werners von Elben, dessen Verbündete sich die „Bundesherren“ nannten.
Heinrich von Gudenberg erbte und erwarb erheblichen Besitz im nordhessischen Grenzgebiet zu Waldeck und Westfalen. Im ererbten Elmarshausen bei Wolfhagen ließ er sich die 1442 erstmals erwähnte, nur wenige hundert Meter östlich der wichtigen Handelsstraße von Paderborn nach Fritzlar gelegene und daher strategisch bedeutende, Wasserburg Elmarshausen an der Erpe erbauen, die sein Enkel Eberhard von Gudenberg, der letzte männliche Spross des Geschlechts, 1515 an Hermann von der Malsburg verkaufte. 1451 hielt er die waldeckische Hälfte der Wetterburg als Pfand. Im Oktober 1457 kaufte er für 1800 Gulden von Rave von Calenberg († 1464), dem letzten männlichen Spross der Herren Rabe von Calenberg, die hessischen Lehen der Dörfer Breuna, Oberlistingen und Rhöda ganz und Ober- und Niederelsungen, Niederlistingen und Wettesingen zur Hälfte. Als Kurmainzer Lehen besaß er in Ganerbschaft gemeinsam mit den Wolff von Gudenberg 27 Hufen in Calden, die Dörfer Meimbressen und Ödinghausen und den halben Zehnten in Niederbesse. Als waldeckische Lehen hatte er einen Hof in Rhöda, den Zehnten zu Geppenhagen, 15 Hufen zu Wittmar und 3/4 des Zehnten zu Wetter. Auch zu Mederich hatte er den 1/2 Zehnten.

## Ehe und Nachkommen
Heinrich von Gudenberg heiratete um 1440 Adelheid Sophie von Stockhausen. Der Ehe entstammten die Töchter Adelheid und Sophie (⚭ Philipp von Berlepsch) und die Söhne Heinrich VI. († vor 1508) und Philipp († 1492/93).